# Bahnstrecke Neuchâtel–Le Locle-Col-des-Roches
| NPZ im Bahnhof Le Locle |                                                                                               |                                        |                                     |
| Streckennummer (BAV): | 223 (Neuchâtel-Vauseyon–Chambrelien) 224 (Chambrelien–La Chaux-de-Fonds–Le Locle Grenze CH/F) |                                        |                                     |
| Fahrplanfeld: | 223                                                                                           |                                        |                                     |
| Streckenlänge: | 38.21 km                                                                                      |                                        |                                     |
| Spurweite: | 1435 mm (Normalspur)                                                                          |                                        |                                     |
| Stromsystem: | 15 kV 16,7 Hz ~                                                                               |                                        |                                     |
| Maximale Neigung: | 31 ‰                                                                                          |                                        |                                     |
| |                                                                                               |                                        |                                     |
| \| \| \| SBB von Biel/Bienne und von Bern \| \| \| \| 75.29 \| Neuchâtel \| 479 m ü. M. \| \| \| 73.96 1.37 \| Neuchâtel-Vauseyon \| 475 m ü. M. \| \| \| \| SBB- Jurasüdfusslinie nach Lausanne \| \| \| \| \| und SBB nach Pontarlier \| \| \| \| \| Gibet (678 m) \| \| \| \| 3.10 \| Les Deurres \| 510 m ü. M. \| \| \| 4.32 \| Corcelles-Peseux \| 531 m ü. M. \| \| \| \| Luche (116 m) \| \| \| \| \| Sauge (117 m) \| \| \| \| 10.40 \| Chambrelien \| 685 m ü. M. \| \| \| 14.06 \| Montmollin-Montezillon bis 2015 \| 777 m ü. M. \| \| \| 16.90 \| Les Geneveys-sur-Coffrane \| 850 m ü. M. \| \| \| 20.99 \| Les Hauts-Geneveys \| 954 m ü. M. \| \| \| \| Les Loges (3259 m) \| \| \| \| 24.82 \| Kulminationspunkt \| 1048 m ü. M. \| \| \| \| \| \| \| \| 25.85 \| Convers Keilbahnhof \| 1047 m ü. M. \| \| \| \| bis 1895 nach Le Creux–Biel/Bienne \| \| \| \| \| Mont-Sagne (1354 m) \| \| \| \| \| von Biel/Bienne–Le Creux \| \| \| \| \| Combe (230 m) / La Combe (254 m) \| \| \| \| \| TRN von Les Ponts-de-Martel \| \| \| \| \| La Chaux-de-Fonds-Grenier \| \| \| \| \| CJ von Saignelégier \| \| \| \| 77.83 29.49 \| La Chaux-de-Fonds \| 994 m ü. M. \| \| \| 30.64 \| La Chaux-de-Fonds Les Forges seit 2021 \| 1000 m ü. M. \| \| \| 30.64 \| La Chaux-de-Fonds-Ouest bis 1995 \| 1000 m ü. M. \| \| \| 32.18 \| Les Eplatures \| 1012 m ü. M. \| \| \| 33.31 \| Le Crêt-du-Locle \| 1015 m ü. M. \| \| \| 37.06 \| Le Locle \| 946 m ü. M. \| \| \| \| nach les Brenets \| \| \| \| \| Col des Roches (89 m) \| \| \| \| 38.86 \| Le Locle-Col-des-Roches \| 915 m ü. M. \| \| \| \| Col-des-Roches (318 m von 436 m) \| \| \| \| 39.58 \| Staatsgrenze CH–F \| 907 m ü. M. \| \| \| \| Eigentumsgrenze SBB–RFF \| \| \| \| \| nach Besançon \| \| |                                                                                               |                                        |                                     |
| Abzweig geradeaus und von rechts |                                                                                               | SBB von Biel/Bienne und von Bern       | SBB von Biel/Bienne und von Bern    |
| Bahnhof | 75.29                                                                                         | Neuchâtel                              | 479 m ü. M.                         |
| Dienststation / Betriebs- oder Güterbahnhof | 73.96 1.37                                                                                    | Neuchâtel-Vauseyon                     | 475 m ü. M.                         |
| Abzweig geradeaus und nach links |                                                                                               | SBB- Jurasüdfusslinie nach Lausanne    | SBB- Jurasüdfusslinie nach Lausanne |
| Strecke |                                                                                               | und SBB nach Pontarlier                | und SBB nach Pontarlier             |
| Tunnel |                                                                                               | Gibet (678 m)                          | Gibet (678 m)                       |
| Haltepunkt / Haltestelle | 3.10                                                                                          | Les Deurres                            | 510 m ü. M.                         |
| Bahnhof | 4.32                                                                                          | Corcelles-Peseux                       | 531 m ü. M.                         |
| Tunnel |                                                                                               | Luche (116 m)                          | Luche (116 m)                       |
| Tunnel |                                                                                               | Sauge (117 m)                          | Sauge (117 m)                       |
| Spitzkehrbahnhof links | 10.40                                                                                         | Chambrelien                            | 685 m ü. M.                         |
| ehemaliger Haltepunkt / Haltestelle | 14.06                                                                                         | Montmollin-Montezillon bis 2015        | 777 m ü. M.                         |
| Bahnhof | 16.90                                                                                         | Les Geneveys-sur-Coffrane              | 850 m ü. M.                         |
| Bahnhof | 20.99                                                                                         | Les Hauts-Geneveys                     | 954 m ü. M.                         |
| Tunnelanfang |                                                                                               | Les Loges (3259 m)                     | Les Loges (3259 m)                  |
| Kulminations-/Scheitelpunkt (im Tunnel) | 24.82                                                                                         | Kulminationspunkt                      | 1048 m ü. M.                        |
| Tunnelende |                                                                                               |                                        |                                     |
| ehemaliger Bahnhof | 25.85                                                                                         | Convers Keilbahnhof                    | 1047 m ü. M.                        |
| Strecke quer (außer Betrieb) · Abzweig geradeaus und ehemals nach rechts |                                                                                               | bis 1895 nach Le Creux–Biel/Bienne     | bis 1895 nach Le Creux–Biel/Bienne  |
| Tunnel |                                                                                               | Mont-Sagne (1354 m)                    | Mont-Sagne (1354 m)                 |
| Strecke von rechts · Strecke |                                                                                               | von Biel/Bienne–Le Creux               | von Biel/Bienne–Le Creux            |
| Tunnelanfang · Tunnelanfang |                                                                                               | Combe (230 m) / La Combe (254 m)       | Combe (230 m) / La Combe (254 m)    |
| Strecke von links · Kreuzung mit oberirdischer Strecke (im Tunnel) · Kreuzung mit oberirdischer Strecke (im Tunnel) |                                                                                               | TRN von Les Ponts-de-Martel            | TRN von Les Ponts-de-Martel         |
| Haltepunkt / Haltestelle · Tunnelende · Tunnelende |                                                                                               | La Chaux-de-Fonds-Grenier              | La Chaux-de-Fonds-Grenier           |
| Abzweig geradeaus und von rechts · Abzweig geradeaus und von links · Strecke nach rechts |                                                                                               | CJ von Saignelégier                    | CJ von Saignelégier                 |
| Kopfbahnhof Streckenende · Bahnhof | 77.83 29.49                                                                                   | La Chaux-de-Fonds                      | 994 m ü. M.                         |
| Haltepunkt / Haltestelle | 30.64                                                                                         | La Chaux-de-Fonds Les Forges seit 2021 | 1000 m ü. M.                        |
| ehemaliger Haltepunkt / Haltestelle | 30.64                                                                                         | La Chaux-de-Fonds-Ouest bis 1995       | 1000 m ü. M.                        |
| ehemaliger Haltepunkt / Haltestelle | 32.18                                                                                         | Les Eplatures                          | 1012 m ü. M.                        |
| Haltepunkt / Haltestelle | 33.31                                                                                         | Le Crêt-du-Locle                       | 1015 m ü. M.                        |
| Kopfbahnhof Streckenanfang · Bahnhof | 37.06                                                                                         | Le Locle                               | 946 m ü. M.                         |
| Strecke nach rechts · Strecke |                                                                                               | nach les Brenets                       | nach les Brenets                    |
| Brücke |                                                                                               | Col des Roches (89 m)                  | Col des Roches (89 m)               |
| Bahnhof | 38.86                                                                                         | Le Locle-Col-des-Roches                | 915 m ü. M.                         |
| Tunnelanfang |                                                                                               | Col-des-Roches (318 m von 436 m)       | Col-des-Roches (318 m von 436 m)    |
| Grenze (im Tunnel) | 39.58                                                                                         | Staatsgrenze CH–F                      | 907 m ü. M.                         |
| Strecke (im Tunnel) |                                                                                               | Eigentumsgrenze SBB–RFF                | Eigentumsgrenze SBB–RFF             |
| Strecke (im Tunnel) |                                                                                               | nach Besançon                          | nach Besançon                       |

Die Bahnstrecke Neuchâtel–Le Locle-Col-des-Roches ist eine eingleisige normalspurige Eisenbahnstrecke der Schweizerischen Bundesbahnen (SBB).

## Geschichte

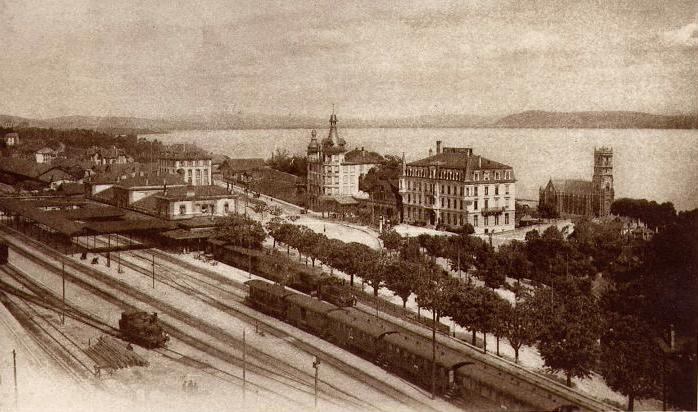
Bahnhof Neuchâtel um 1897

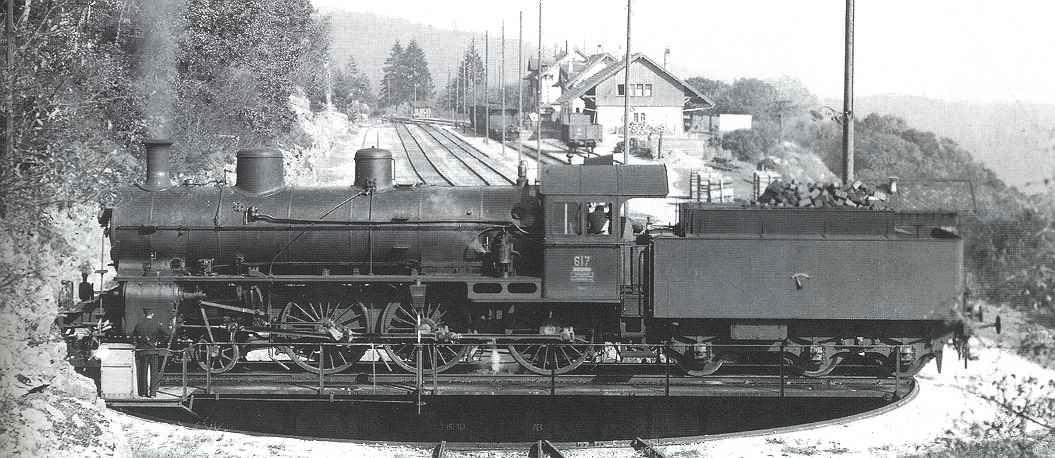
Im Bahnhof Chambrelien mussten die Schlepptender-Dampflokomotiven auf der Drehscheibe gewendet werden.

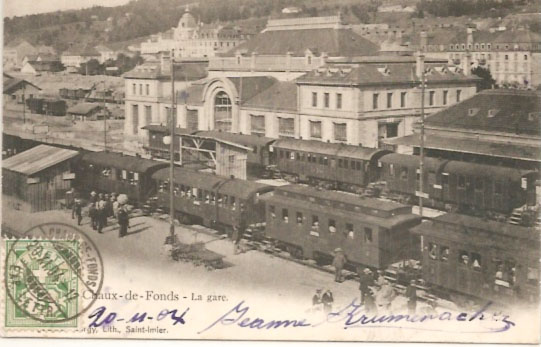
Bahnhof La Chaux-de-Fonds, 1904

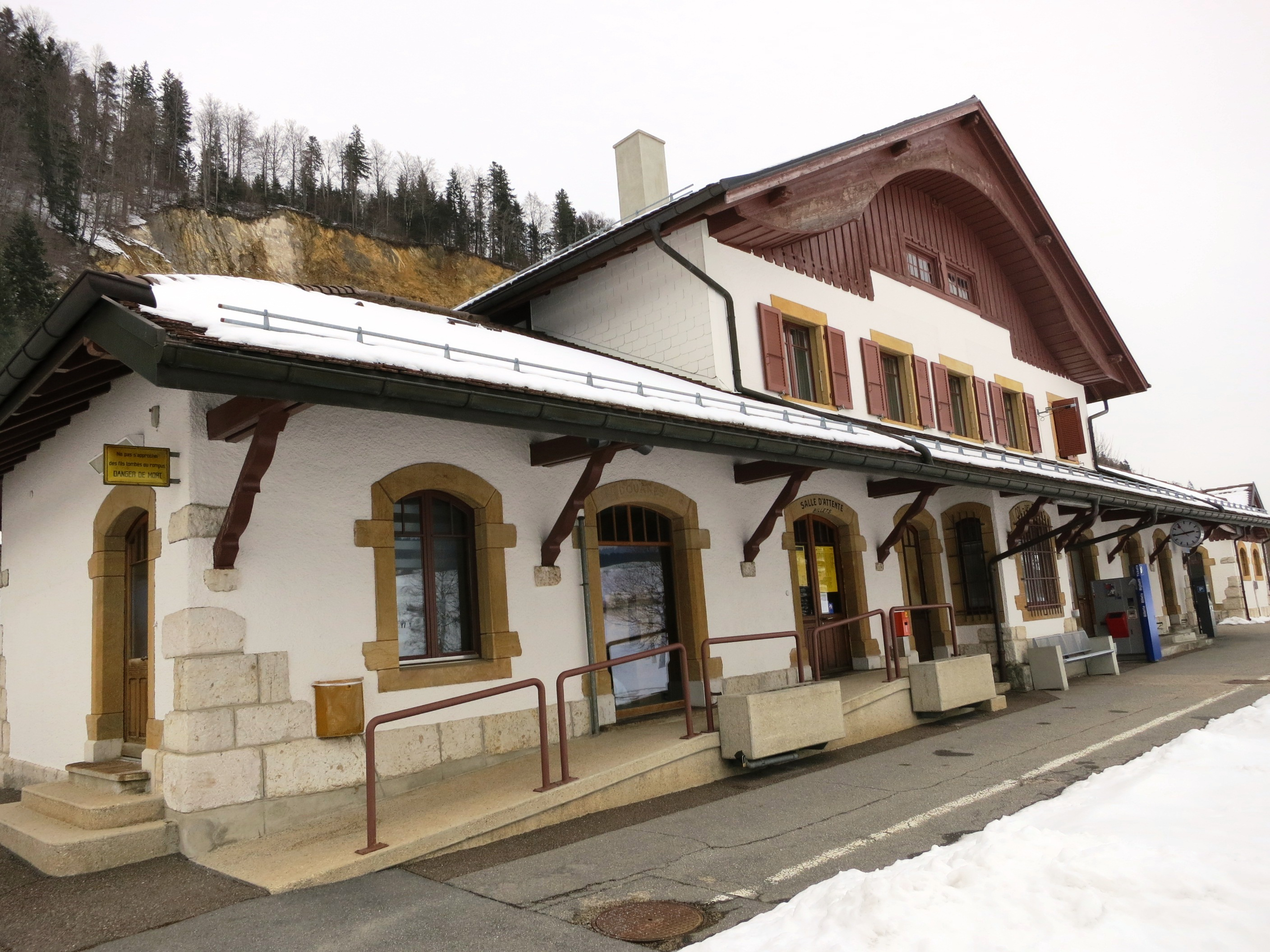
Col-des-Roches ist die letzte Station auf Schweizer Boden.

Die Bahnstrecke von Neuchâtel nach La Chaux-de-Fonds und weiter nach Le Locle wurde in vier Etappen zwischen 1857 und 1860 von der Jura industriel (JI) gebaut. Die JI wurde 1875 von der Jura bernois (JB) übernommen, die 1884 ihren Namen in Jura–Bern–Luzern-Bahn (JBL) änderte. Die JBL verlängerte die Bahn zur schweizerisch-französischen Grenze bei Le Locle-Col-des-Roches (damals Brenets-Col-des-Roches) und verband sie durch den Col-des-Roches-Tunnel über Besançon mit dem französischen Eisenbahnnetz der Gesellschaft Paris-Lyon-Méditerrané (PLM).
Am 1. Januar 1886 wurde die 38,21 Kilometer lange Bahnstrecke Neuchâtel–Le Locle-Col-des-Roches aus der Jura-Bern-Luzern-Bahn (JBL) ausgelagert und in die neu gegründete Jura neuchâtelois (JN) integriert, die dem Kanton Neuenburg gehörte.
Der Bund kaufte dem Kanton Neuenburg die Bahn ab und gliederte sie per 1. Juli 1913 ins Netz der Schweizerischen Bundesbahnen (SBB) ein. Die SBB elektrifizierten 1931 die Strecke bis Le Locle-Col-des-Roches mit 15 kV 16⅔ Hz Wechselstrom. Die anschliessende französische Strecke ist nicht elektrifiziert.

## Streckenbeschreibung
Kurz nach dem Bahnhof von Neuchâtel trennt sich die Strecke nach Le Locle von der Hauptlinie nach Lausanne und kommt nach einem kurzen Tunnel zur Haltestelle Les Deurres und zum Bahnhof Corcelles-Peseux. Die Züge gewinnen weiter rasch an Höhe, und die Reisenden können das Panorama über den Neuenburgersee geniessen. Im Bahnhof Chambrelien ist eine Spitzkehre erforderlich, damit die Züge ihren Weg fortsetzen können. Da die Betreibergesellschaften SBB und BLS auf dieser Strecke ausschliesslich Pendelzüge einsetzen, ist ein Wechsel der Lokomotive nicht mehr notwendig. Nach dem Richtungswechsel gewinnen die Züge weiter an Höhe und fahren nach Les Geneveys-sur-Coffrane. Nach der grösseren Ortschaft Les Hauts-Geneveys durchfahren die Züge den Loges- und den Mont-Sagne-Tunnel; der zwischen den Tunneln liegende Keilbahnhof Convers wurde aufgehoben. Nach dem zweiten Tunnel liegt das Gleis parallel zur Schmalspurlinie aus Les Ponts-de-Martel (PSC, später Teil der CMN, heute in TRN integriert). Kurz vor La Chaux-de-Fonds führen die Linien aus Neuchâtel und Biel/Bienne gemeinsam durch einen Tunnel zum Bahnhof.
Auf dem nur 8 Kilometer langen Streckenabschnitt zwischen La-Chaux-de-Fonds und Le Locle gab es früher mehrere Haltestellen, die im Laufe der Zeit aufgehoben wurden. Die Haltestelle Le Crêt-du-Locle wurde allerdings im August 2007 wieder in Betrieb genommen. Die meisten Züge aus La Chaux-de-Fonds enden in Le Locle, wo die schmalspurige Régional des Brenets, heute in TRN integriert, die Weiterreise nach Les Brenets ermöglicht. Die wenigen Triebwagen, die nach Frankreich weiterfahren, gelangen nach einem starken Gefälle und dem Überqueren einer Stahlbrücke zum Bahnhof Le Locle-Col-des-Roches. Dort fahren sie in den Col-des-Roches-Tunnel, in dessen Mitte sich die Landesgrenze befindet.

## TransRUN
Am 23. September 2012 haben die Stimmbürger des Kantons Neuenburg den sogenannten «TransRUN», eine direkte S-Bahn-Verbindung zwischen Neuchâtel und La Chaux-de-Fonds, knapp abgelehnt. Die rund eine Milliarde Franken teure Bahnlinie hätte die umständliche Spitzkehre in Chambrelien überflüssig gemacht, die Strecke von 29,5 auf 16,7 Kilometer verkürzt und die Fahrzeit von 27 Minuten auf die Hälfte reduziert. Dazu wäre der Bau eines 6,2 km langen Tunnels durch den Chaumont und ein 5,7 km langer Durchstich unter der Vue des Alpes nötig gewesen. Im dazwischen liegenden offenen Abschnitt hätten sich in der Station Cernier die Züge gekreuzt. Der Bund hat 2015 das Projekt in die längerfristige Planung für 2035 aufgenommen.

## Betrieb

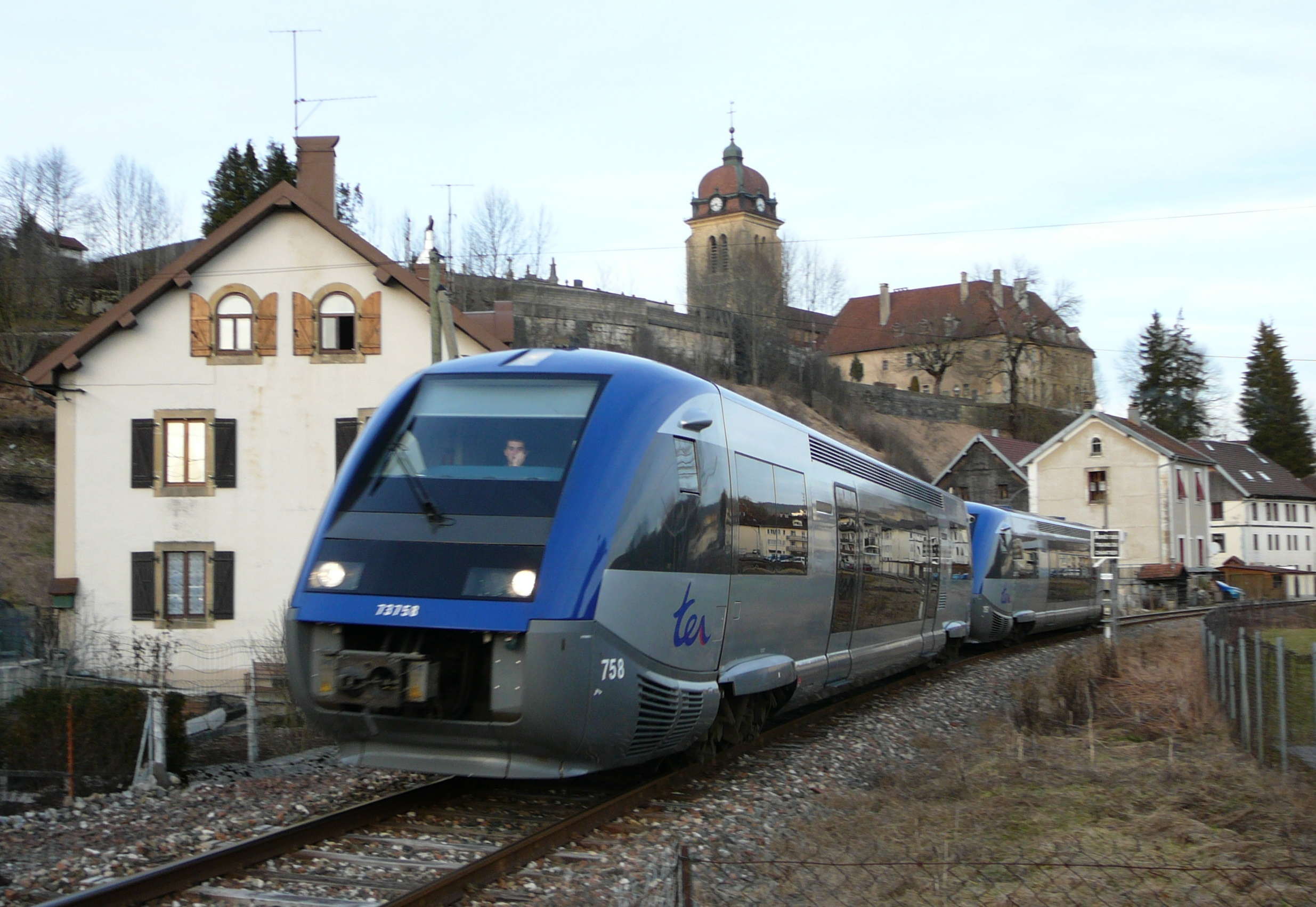
Auf der Strecke La Chaux-de-Fonds–Le Locle–Morteau verkehren auch französische Dieseltriebwagen.

Seit dem 13. Dezember 2015 verkehren zwischen Neuchâtel und La Chaux-de-Fonds stündlich ein RegioExpress und ein Regionalzug, welche die Stationen Corcelles-Peseux, Chambrelien und Les Geneveys-sur-Coffrane im exakten Halbstundentakt bedienen. Die RE-Züge werden von Bern her bis La Chaux-de-Fonds durchgebunden. Es kommen EW-III-Pendelzüge der BLS mit Lokomotiven der Reihe Re 465 zum Einsatz. Die Regionalzüge fahren über La Chaux-de-Fonds hinaus weiter nach Le Locle.
Zwischen La Chaux-de-Fonds und Le Locle wird das Angebot durch eine zweite stündliche Regionalzugverbindung ergänzt. Die Haltestellen im unteren Streckenabschnitt werden durch halbstündlich verkehrende Regios Neuchâtel – Corcelles-Peseux bedient. Aus diesem Angebot ergeben sich dreistündige Triebfahrzeugumläufe Neuchâtel – Le Locle – La Chaux-de-Fonds – Le Locle – Neuchâtel – Corcelles-Peseux – Neuchâtel – Corcelles-Peseux – Neuchâtel. Zum Einsatz kommen zwei Triebzüge RABe 524 (TILO-Flirt) der SBB sowie ein RABe 527 der Neuenburgischen Verkehrsbetriebe transN.
Zwischen La Chaux-de-Fonds und Morteau verkehren darüber hinaus am Morgen und Nachmittag einige mit Dieseltriebwagen geführte Züge für Grenzgänger (4 Züge pro Tag ab La Chaux-de-Fonds, 6 in der Gegenrichtung), welche auch den Grenzbahnhof Le Locle-Col-des-Roches bedienen. Die Region Franche-Comté hat für die Bedienung dieser Strecke Triebwagen des Typs X 73500 angeschafft. Vier davon, X 73752 bis 73755 sind seit 2010 mit der Schweizer Zugsicherung Signum ausgerüstet, allerdings ohne ZUB und ETM.